# Sigitas Jakubauskas
Sigitas Jakubauskas (Russisch: Сигитас Якубаускас) (Kaoenas, 29 december 1958) is een voormalig Litouwse voetballer. Voor het uiteinvallen van de Sovjet-Unie werd zijn naam geschreven als Sigitas Jakoebaoeskas.

## Biografie
Jakubauskas begon zijn carrière bij Zjalgiris en speelde daar acht jaar. In 1982 was hij met 23 goals in de Pervaja Liga mee bepalend voor de promotie naar de Top Liga, waar de club al twintig jaar niet meer gespeeld had. In 1985 riep bondscoach Edoeard Malofejev hem op voor een wedstrijd tegen Roemenië. Het zou echter bij deze enige selectie blijven. In 1986 werd hij verdediger in plaats van aanvaller en in 1987 behaalde hij met zijn team de derde plaats. In 1990 ging hij voor de Duitse tweedeklasser Remscheid spelen. Van 1991 tot 1993 speelde deze club in de 2. Bundesliga. Hij speelde er 45 wedstrijden en kon zes keer scoren. Na de degradatie speelde hij nog tot 2000 voor de club die daarna nog verder degradeerde.
Na zijn spelerscarrière bleef hij in Duitsland wonen en werd ook trainer van het tweede elftal van Remscheid.